# Lufubuchromis relictus
Lufubuchromis relictus ist eine Buntbarschart, die im oberen Lufubu, einem Zufluss des Tanganjikasees im nördlichen Sambia vorkommt. 

## Merkmale
Die für die Erstbeschreibung untersuchten Exemplare hatten eine Standardlänge von 33,7 bis 93,2 Millimetern und eine Gesamtlänge von 42,5 bis 113 Millimetern. Äußerlich gleicht Lufubuchromis relictus den nah verwandten Pseudocrenilabrus-Arten. Die Grundfarbe der Männchen ist hellbraun bis olivgrau, der Rücken, die Rückenflosse und die Kopfoberseite sind olivfarben bis hellbraun. Die unteren Kopfpartien, die Kehle, die Brust und angrenzenden Partien der Körperseiten sind purpurrot gefärbt. Die übrigen Abschnitte der Körperseiten und der Schwanzstiel sind bläulich. Die Iris ist bräunlich mit einigen hellbraunen oder orangen Flecken. Auf dem Kiemendeckel befindet sich ein schwärzlicher, golden oder grünlich schimmernder Fleck. Die Oberlippe ist metallisch blau, die Unterlippe metallisch blau oder weißlich. Die Branchiostegalmembranen sind weißlich bis hellgrau. Die Rückenflosse ist orange gesäumt, ihr weichstrahliger Abschnitt ist bläulich gepunktet. Die Afterflosse ist olivfarben bis gelblich und ebenfalls bläulich gepunktet. Die Schwanzflosse ist ebenfalls olivfarben bis gelblich. Ihre Färbung wird zum rötlich gesäumten Ende hin immer weniger intensiv. Die Brustflossen sind transparent oder leicht gelblich. Die Bauchflossen sind hellgelb oder grau.
Weibchen sind hellbraun bis olivgrau gefärbt und weit weniger farbig als die Männchen. Kehle und Bauch sind beige oder weißlich. Auf den Körperseiten zeigen sie 6 bis 8 senkrechte, bräunliche Streifen. Wie bei den Männchen ist die Iris bräunlich mit einigen hellbraunen oder orangen Flecken. Auch die Lippen und der Fleck auf dem Kiemendeckel zeigen die gleiche Farbe wie bei den Männchen aber weniger intensiv. Die Flossen haben die gleiche Farbe wie die der Männchen sind aber nicht deutlich gefleckt.
Beide Geschlechter besitzen einen Pseudocrenilabrus-Fleck am äußeren Ende der Afterflosse, ein Merkmal das für die Pseudocrenilabrus-Artengruppe typisch ist, sonst aber nur bei ausgewachsenen Männchen auftritt.
- Flossenformel: Dorsale XIV-XVI/9-11, Anale III/7-9, Ventrale I/5, Pectorale 13-14, Caudale 26-28.
- Schuppenformel: mLR 26-30, SL 18-22/9-12.

## Lebensraum und Lebensweise
Lufubuchromis relictus ist nur aus dem Oberlauf des Lufubu und aus dessen Nebenflüssen und den einmündenden Bächen bekannt. Diese Gewässer durchfließen ein im Nordwesten von Sambia gelegenes Hochplateau. Zwischen oberem und unterem Lufubu befinden sich zahlreiche Stromschnellen und Wasserfälle, sodass sich die Ichthyofauna deutlich unterscheidet. Der Lufubu mündet in den südlichen Tanganjikasee. Der Mululwe, die Terra typica, ist ein etwa 15 Meter breiter Fluss mit einer geschätzten Tiefe von einem halben Meter. Der Bodengrund ist felsig und weist auch Zonen mit Sand oder Geröll auf. Teilweise finden sich Bestände von Seerosen (Nymphaea sp.). Lufubuchromis relictus ernährt sich wahrscheinlich vor allem von Insektenlarven und Detritus. Die Art ist ein Maulbrüter, bei dem das Weibchen die Brutpflege übernimmt. Bei in Aquarien gehaltenen Exemplaren lag die Gelegegröße bei 20 bis 30 Eiern und von der Eiablage bis zum Schlupf der Larven vergingen 18 bis 20 Tage. In freier Natur bilden maulbrütende Weibchen Gruppen.

## Systematik
Die Erstbeschreibung von Art und monotypischer Gattung wurde im Januar 2020 veröffentlicht. Zu ihren Autoren gehört der Ichthyologe Ulrich Kurt Schliewen von der Zoologischen Staatssammlung München, sowie ihr sambischer Kollege Cyprian Katongo, der schon zahlreiche Arbeiten über die Pseudocrenilabrus-Artengruppe veröffentlicht hat. Innerhalb der Buntbarsche gehört Lufubuchromis relictus zur Tribus Pseudocrenilabrini und dort zur Pseudocrenilabrus-Artengruppe, die sich durch einen farblich abgesetzten Fleck (Pseudocrenilabrus-Fleck) am äußeren Ende der Afterflosse ausgewachsener Männchen von anderen Haplochromini unterscheidet. Das sich die Art aber in einigen morphologischen und morphometrischen Merkmalen von Pseudocrenilabrus unterscheidet wurde eine neue Gattung eingeführt. Diese wurde nach dem Lufubu benannt, der Zusatz chromis bezeichnet eigentlich eine Riffbarschgattung, wird jedoch auch in den Bezeichnungen zahlreicher Buntbarschgattung verwendet. Das Art-Epitheton relictus bezieht sich auf die isolierte Verbreitung der Art auf einem geologisch altem Plateau sowie auf die basale Stellung die die Art zusammen mit Orthochromis kalungwishiensis innerhalb der Pseudocrenilabrus-Artengruppe einnimmt.

## Belege
1. 1 2 3 4 5  Frederic D. B. Schedel, Viviane M.S. Kupriyanov, Cyprian Katongo & Ulrich Kurt Schliewen (2020): Palaeoplex gen. nov. and Lufubuchromis gen. nov., two new monotypic cichlid genera (Teleostei: Cichlidae) from northern Zambia. In: Zootaxa, Band 4718, Nr. 2, S 191–229. doi: 10.11646/zootaxa.4718.2.3